# Виссен (город)
Виссен (нем. Wissen) — город в Германии, в земле Рейнланд-Пфальц.
Входит в состав района Альтенкирхен-Вестервальд. Подчиняется управлению Виссен. Население составляет 8130 человек (на 31 декабря 2010 года). Занимает площадь 34,88 км². Официальный код — 07 1 32 117.